# Plasmodium
Plasmodium è un genere di sporozoi, ovvero protisti che producono spore, di cui quattro specie provocano la malaria nell'uomo. Altre specie infettano altri animali, tra cui uccelli, rettili e roditori.

## Ricerca scientifica
Nel 1898 Ronald Ross dimostrò la presenza di Plasmodium nello stomaco della zanzara Anopheles, scoperta che gli valse il premio Nobel nel 1902. Fondamentale anche il contributo dello zoologo Giovanni Battista Grassi (1854-1925), il quale dimostrò che la malaria nell'uomo può essere trasmessa solo dalla zanzara Anopheles.

## Specie
Le quattro specie responsabili della malattia negli umani sono:
- Plasmodium falciparum (causa della forma maligna di malaria)
- Plasmodium vivax
- Plasmodium ovale
- Plasmodium malariae

Il Plasmodium knowlesi provoca la malaria nei macachi a coda lunga (Macaca fascicularis), ma può anche contagiare gli esseri umani, sia naturalmente che artificialmente.